# La Mañana
La Mañana és un diari local de Lleida escrit en català editat actualment per la societat anònima Diari de Ponent. Fins a desembre 2023 s'havia redactat en castellà.
El diari informa principalment de l'actualitat de Lleida i les Terres de Ponent, inclosa la Franja de Ponent, i més secundàriament de l'Alt Pirineu.

## Història
Fou fundat el 20 de desembre de 1938 en plena Guerra Civil com a òrgan provincial del Movimiento Nacional, que l'administrà fins al 1976. L'any 1976 va passar a formar part de Medios de Comunicación Social del Estado fins a l'any 1984 quan el govern de l'Estat va liquidar aquest òrgan tardo-franquista. Per aquest motiu el 27 de juliol de 1984, l'administrador general del diari "La Mañana" va lliurar en dipòsit a l'Arxiu Històric de Lleida diversa documentació d'administració i comptabilitat del diari amb un abast cronològic de 1939 a 1984. L'any 1985 un grup d'empresaris lleidatans en recuperà la capçalera, mantenint-lo fins a l'actualitat.
L'any 1985, el grup empresarial lleidatà liderat pels germans Emili i Carles Dalmau va recuperar la capçalera del diari "La Mañana" i va reprendre la seva publicació, mantenint l'àmbit de difusió a les comarques de la plana i el Pirineu i les comarques de la Franja.
Els darrers anys, el grup Dalmau va patir greus problemes que el van abocar al tancament, però gràcies a l'esforç i la implicació dels seus treballadors, el diari va continuar sortint al carrer fins a arribar a les darreries del 2013, en què el Jutjat Mercantil de Lleida en va autoritzar la venda a Holder Solutions S.L. Durant el mes de gener de 2015, els administradors del diari, Holder Solutions S.L., van fer una nova transferència de documentació que conté centenars de volums de diaris impresos i l'arxiu fotogràfic del diari.
L'any 2014 el diari va obtenir el Premi Males Pràctiques en Comunicació no Sexista que atorga l'Associació de Dones Periodistes de Catalunya, pel deficient tractament informatiu de l’assassinat a Tàrrega per violència masclista d'Alba Martí.
El 20 de desembre el 2023 amb la celebració dels 85 anys d'història el diari va fer un canvi amb la política lingüística i per primer cop va publicar el primer rotatiu íntegrament en català, una política que s'aplica a partir d'aquesta data en endavant. També va fer un canvi en la imatge i va redissenyar la seva imatge.